# Nagypall
Nagypall là một thị trấn thuộc hạt Baranya, Hungary. Thị trấn này có diện tích 7,13 km², dân số năm 2010 là 435 người, mật độ 61 người/km².